# 단천 농민 조합 사건
단천 농민 조합 사건(端川農民組合事件)은 1911년 일제에 의하여 제정된 삼림령에 의하여 삼림을 보유하고 있는 농민들에게 과중한 조합비를 부담하게 하고, 개인 소유의 삼림에서조차 삼림 조합의 허가를 받고 수수료를 지급해야만 임산물을 채취할 수 있게한 것에 반발하여 1930년 7월 함경남도 단천에서 농민들이 대규모 시위를 벌인 사건이다.

## 사건 개요
단천의 하다면(何多面)의 한 삼림 간수(看手)가 도벌 혐의를 씌워 임신부를 폭행한 사건이 일어났고, 이에 격분한 농민들이 면사무소를 습격하는 사태가 발생하였는데, 이 사건과 관련하여 하다면의 농민운동 간부를 비롯한 주동자 53명이 일제의 경찰에 의해 구속되자 단천 농민 연맹과 단천 청년 동맹 간부들은 1930년 7월 20일 단천읍내에서 삼림 조합에 반대하는 군민 대회를 개최하였다. 대회에 참석한 수천 명의 농민들은 삼림조합의 해체와 구속자 석방을 요구하였으나 군수가 이를 거부하자, 군청을 습격하고 이어 경찰서를 공격하였다. 경찰의 발포로 16명의 사망자가 발생하고, 수백 명이 구속됨으로써 사태는 진정되었지만, 그 후로도 시위는 한동안 계속되었다.

1930년 7월 21일자 『조선일보』는 다음 내용의 기사를 실어 보도하였다.
"단천삼림조합에서 신탄(장작과 숯) 목재 벌채 단속이 너무나 가혹하다고 불평을 품어오던 하다면 연대(何多面 蓮臺里) 주민들은 조합 출장원 모씨와 일본인 모씨의 폭언에 격분하여 면사무소에 몰려가 항의하였는데, 면 직원들이 자전차를 집어던져 상해를 입히는 등 그 폭행이 너무 심하므로 이에 반항하야 면사무소를 파괴하고 면직원, 순사 등을 난타하는 등 참상이 벌어졌다. 이 때 군중은 만세를 외쳤는데, 주재소에서는 이를 본서에 알려 경찰 20여 명의 응원을 얻어 진압에 노력하던 중 오늘 아침 네 시부터 검속이 시작되어 40명이 체포되었다. 이에 남녀 수백명이 경찰서에 몰려와 무조건 석방을 요구하면서 해산하지 아니하므로 사태가 매우 위급하게 되었다."